# Chaetodipus eremicus
Chaetodipus eremicus — вид гетероміїдного гризуна, що зустрічається на південному заході США та Мексики. Раніше він вважався підвидом C. pencillatus, але був визначений чітким видом у 1996 році, після аналізу його мітохондріальної ДНК.

## Опис
Це гризуни середнього розміру, загальна довжина дорослих від 16 до 18 сантиметрів, включаючи хвіст, і вагою від 15 до 23 грам. Хутро, посипане чорним кольором на спині та боках, і біле на хвості та низу. Волосся на крупі довге, але не колюче. Хвіст довгий, розміром від 8 до 11 см, і закінчується великою білою китицею.

## Спосіб життя
Тваринка травоїдна, переважно харчується насінням рослин. Вид нічний, проводить день у норах, що містять центральну камеру, з якої численні тунелі вибиваються, щоб відокремити отвори на поверхні. Кілька отворів до нори закриті протягом дня. Chaetodipus eremicus найбільш активні протягом весни і можуть входити до заціпеніння протягом декількох днів у зимові місяці. Розмноження відбувається з лютого по серпень, більшість молодих народжені близько травня. Виводки зазвичай складаються з трьох-чотирьох дитинчат.

## Середовище проживання
Chaetodipus eremicus населяють пустелю із Західного Техасу та півдня Нью-Мексико в США, через Північну та Центральну Мексику аж до Сан-Луїса Потосі. Мешкає в пустельних чагарниках, віддаючи перевагу місцевості з м'яким або піщаним ґрунтом, хоча іноді його можна зустріти на луках або на берегах річок.